# Arshile Gorky
Arshile Gorky, właśc. Wostanik Manug Adoyan (orm. Ոստանիկ Մանուկ Ատոյեան, ur. 15 kwietnia 1904 w Chorkom k. Wan w Armenii, zm. 21 lipca 1948 w Sherman w stanie Connecticut) – amerykański malarz pochodzenia ormiańskiego, przedstawiciel ekspresjonizmu abstrakcyjnego.

## Życiorys
Gorky urodził się we wsi Chorkom, niedaleko miasta Wan w zachodniej Armenii, wchodzącej wówczas w skład Imperium Osmańskiego. Gdy miał cztery lata, jego ojciec wyemigrował do Ameryki, aby uniknąć długów, zostawiając syna. W 1915, gdy rozgrywało się tureckie ludobójstwo narodu ormiańskiego, uciekł do miasta Wan. Matka Gorky’ego zmarła z głodu na jego rękach podczas ludobójstwa. Gorky połączył się z ojcem, gdy przyjechał do Ameryki w 1920, w wieku 16 lat. Mając 31 lat, ożenił się.
W 1922 Gorky wstąpił do New School of Design w Bostonie, zostając tam później nauczycielem. We wczesnych latach 20. znajdował się pod wpływem impresjonizmu, choć pod koniec dekady tworzył prace, które były bardziej postimpresjonistyczne. W tym czasie mieszkał w Nowym Jorku, a inspiracją była dla niego twórczość Paula Cézanne’a. Wśród godnych uwagi prac z tego okresu warto wymienić Landscape in the Manner of Cézanne (1927) i Landscape, Staten Island (1927–1928). Na przełomie lat 20. i 30. eksperymentował z kubizmem, wreszcie przechodząc do surrealizmu. Nighttime, Enigma, Nostalgia (1930–1934) to zwarta seria prac, które charakteryzują ten okres jego twórczości. W 1927 Gorky poznał Ethela Kremera Schwabachera, amerykańskiego ekspresjonistę, z którym przyjaźnił się do końca życia, i który był jego pierwszym biografem.
Pierwszą indywidualną wystawę miał w filadelfijskiej Mellon Galleries w 1931 r.
W latach 30. zaprzyjaźnił się m.in. z Johnem D. Grahamem, Stuartem Davisem i Willemem de Kooningiem (z którym również dzielił studio) podczas uczestnictwa w rządowym programie Federal Art Project. W tamtym okresie jego twórczości patronowały Katherine Sophie Dreier i filantropka Abby Rockeffeler, członkini rodu Rockeffelerów. Jego pracę zaczęto wystawiać w najbardziej znanych amerykańskich galeriach sztuki m.in. w Muzeum Of Modern Art, Whitney Museum of American Art, San Francisco Museum of Modern Art czy w muzeum Guggenheima. W 1939 r. uzyskał obywatelstwo Stanów Zjednoczonych.
W listach do sióstr Gorky często pogrążał się w melancholii i wyrażał tęsknotę i pustkę, nostalgię za ojczyzną, przywoływał też okoliczności śmierci matki.
Dwa lata przed śmiercią przeżył serię katastrof. Jego studio spłonęło, zmagał się z rakiem. W wypadku samochodowym złamał szyję i dotknięty został przejściowym paraliżem ręki, którą malował. Po siedmiu latach małżeństwa odeszła od niego żona, zabierając ze sobą ich dzieci. Gorky odebrał sobie życie w 1948 – powiesił się w wieku 44 lat.

## Gorky jako postać fikcyjna
Jako ocalały z Rzezi Ormian, Gorky pojawia się w filmie Atoma Egoyana Ararat.

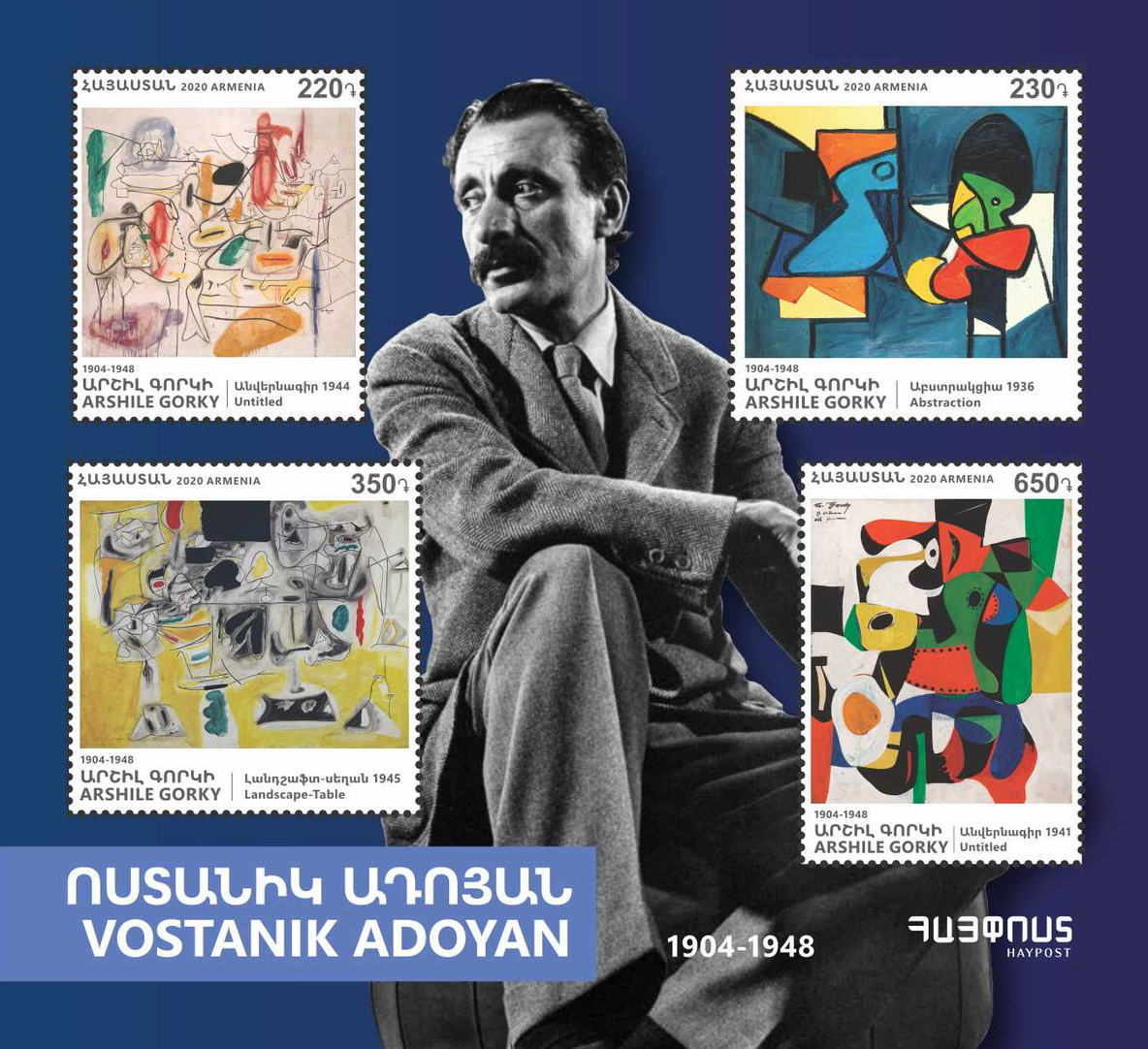
Armeńskie znaczki pocztowe z 2020 r. z dziełami Gorky'ego.

## Galeria

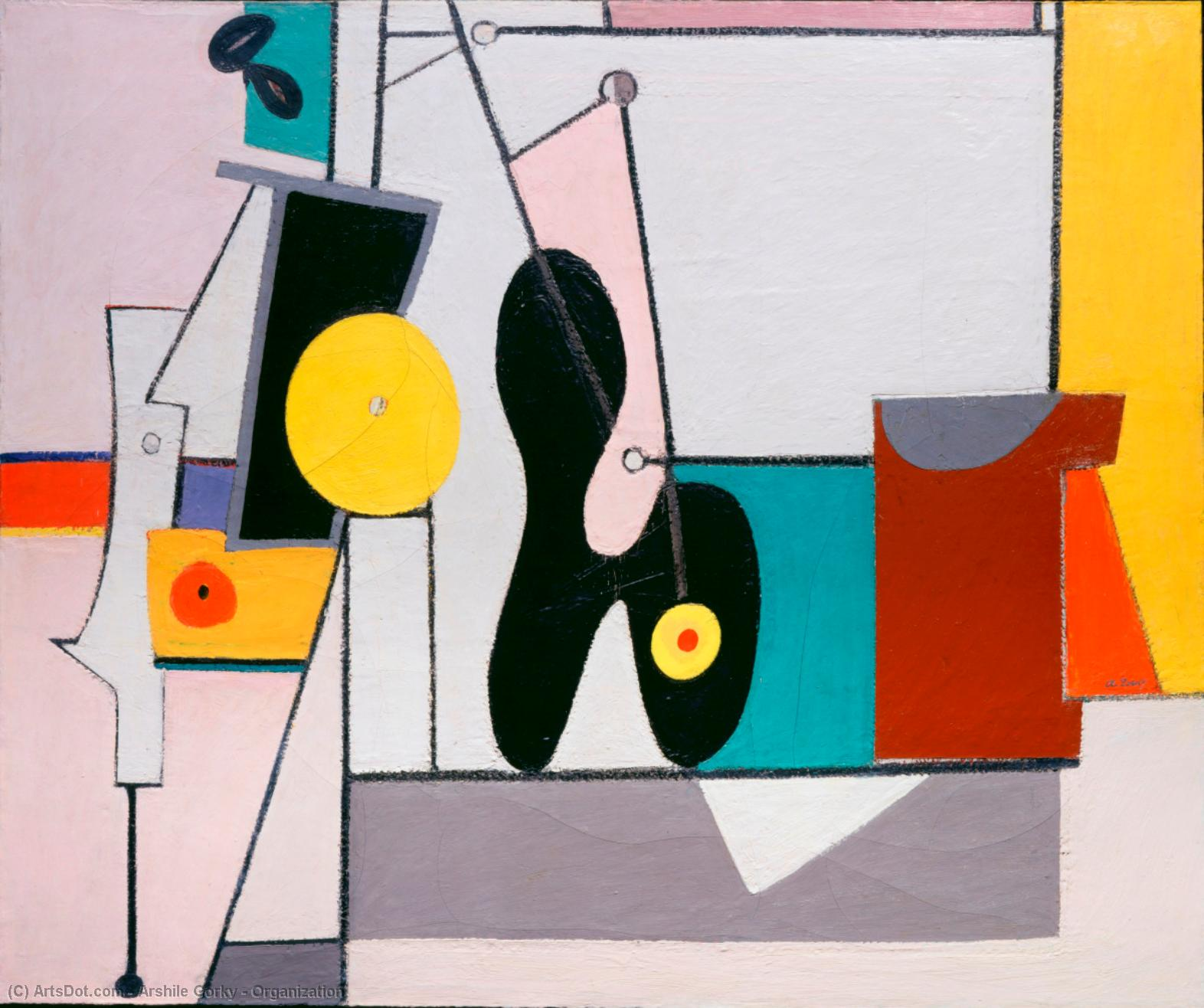
Organization (1933-1936)
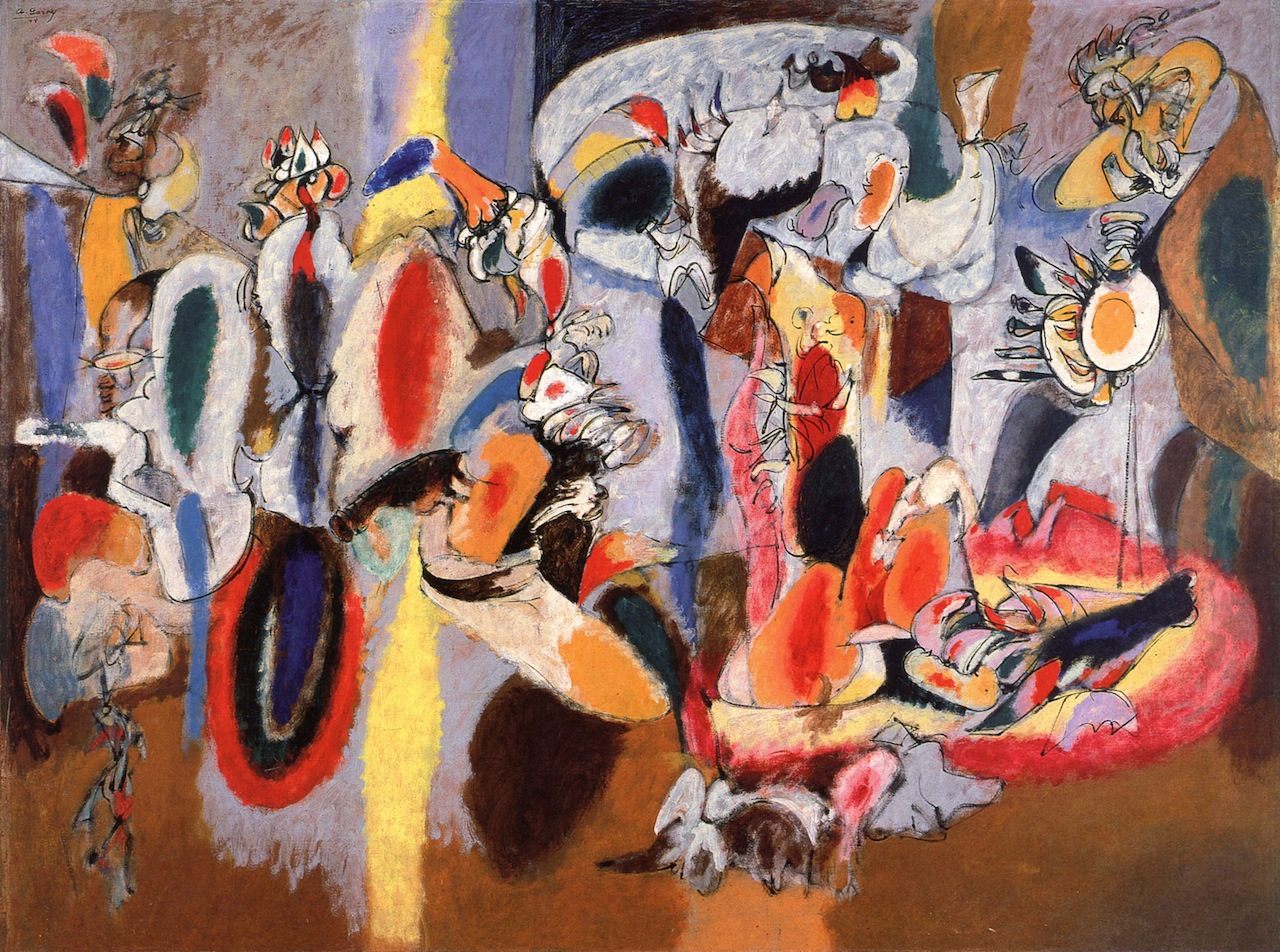
The Liver is the Cock's Comb (1944)
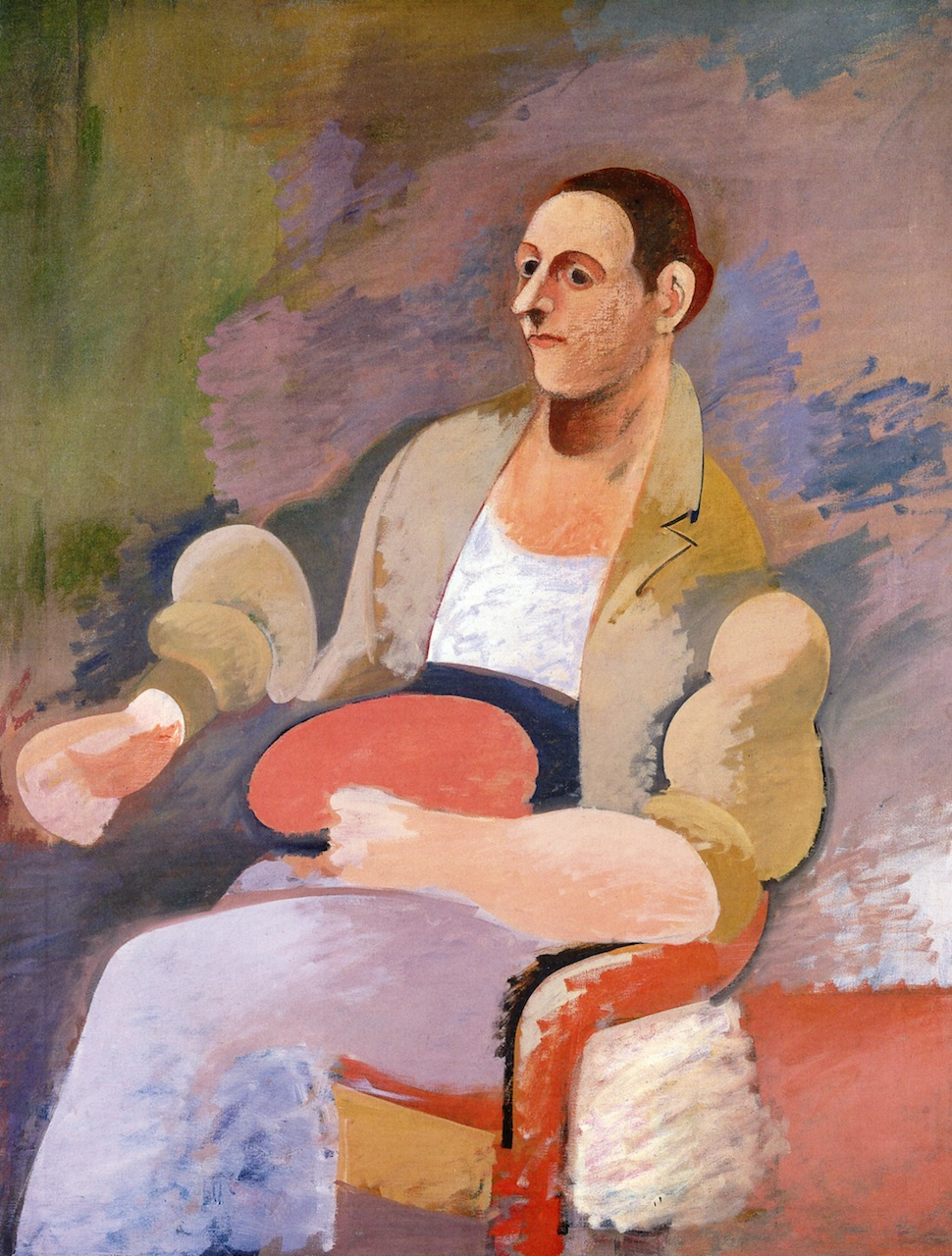
Portrait of Master Bill (1929)
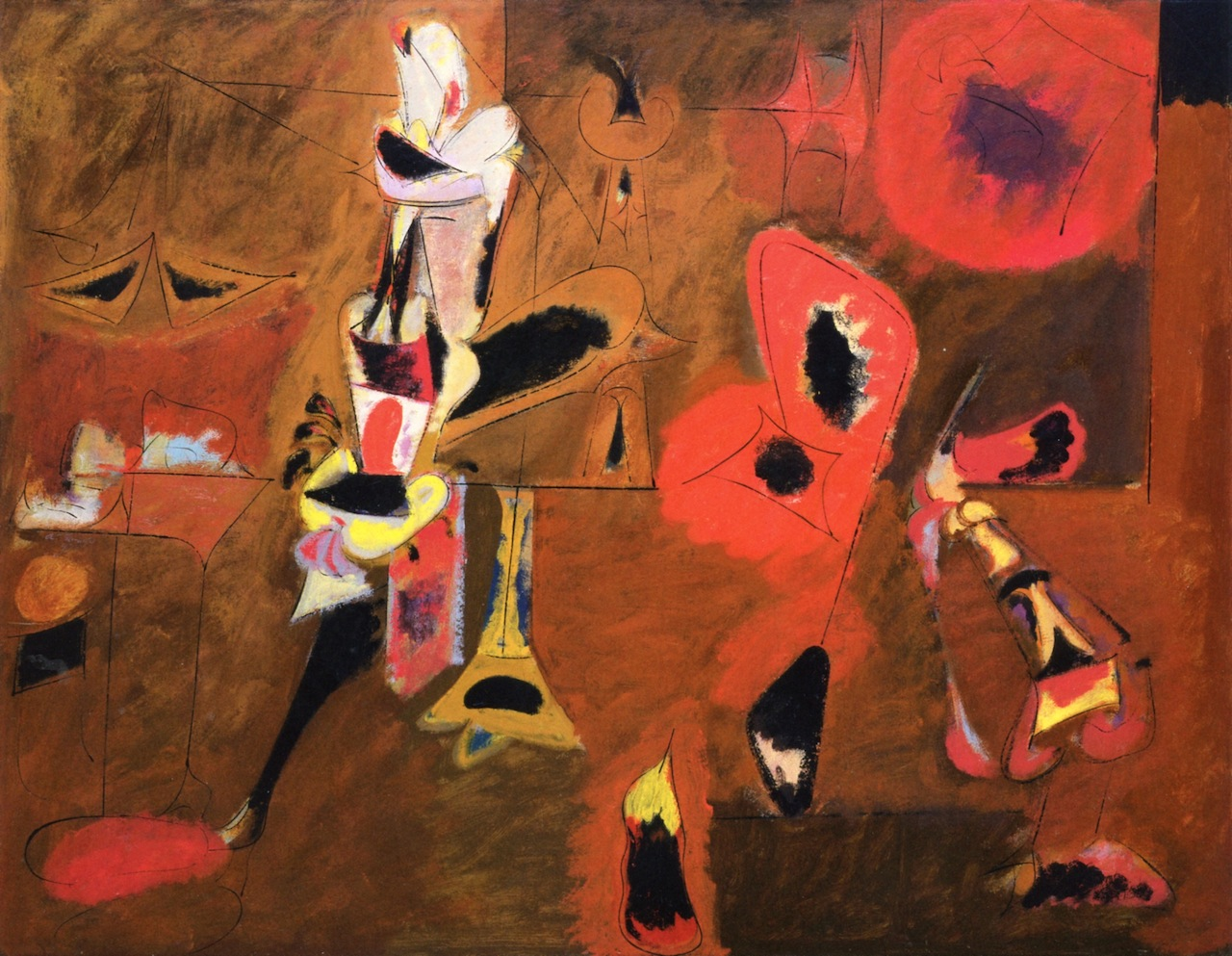
Agonia (1947)
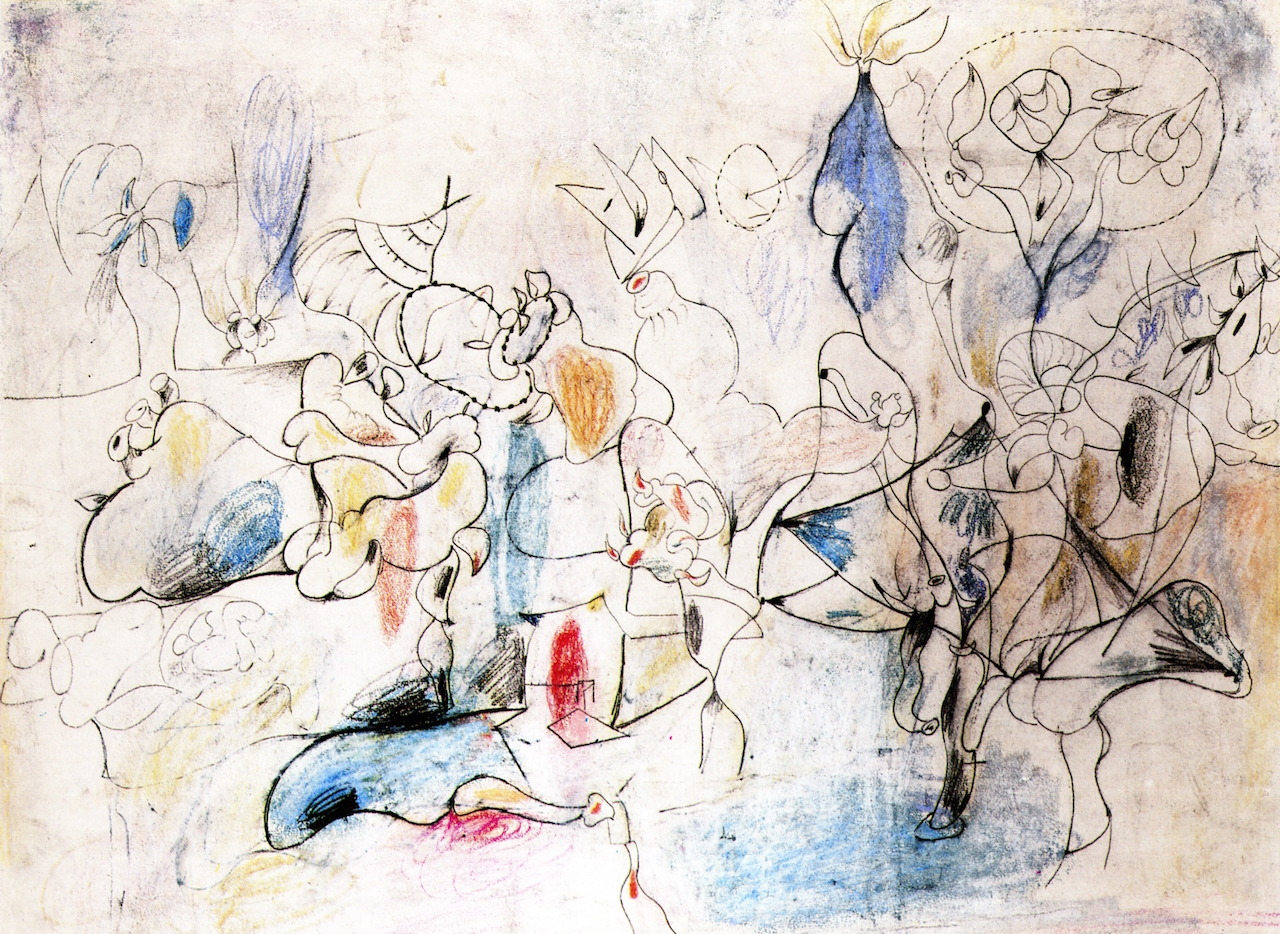
Bez tytułu (1944)